# Prêmio Jovem Brasileiro 2015
O Prêmio Jovem Brasileiro 2015 foi a 14ª edição do Prêmio Jovem Brasileiro, prêmio que reconhece aos melhores da geração Y nas áreas de música, televisão, filmes, esportes, empreendedorismo e mundo digital. O evento aconteceu no dia 18 de novembro de 2015 no Palácio das Conversões Anhembi, na cidade de São Paulo e foi transmitido ao vivo para o Brasil inteiro pelo YouTube e Mônica Iozzi foi apresentadora.

## Indicados e Vencedores

### Melhor Ator Jovem
*Arthur Aguiar 
- Caio Castro
- Chay Suede
- Felipe Simas
- Guilherme Lobo
- Hugo Bonemer
- Micael Borges
- Nicholas Torres
- Rafael Vitti
- Rodrigo Simas

### Melhor Atriz Jovem
*Anajú Dorigon
- Bruna Hamú
- Bruna Marquezine
- Camila Queiróz
- Giovanna Lancelotti
- Isabella Santoni
- Larissa Manoela
- Lua Blanco
- Mariana Ruy Barbosa
- Sophia Abrahão

### Melhor Apresentador(a) ou Repórter de TV
- André Vasco

*Danny Pink
- Felipe Titto
- Gui Santana
- Luiz Bacci
- Mari Gonzalez
- Maria Eugênia
- Mel Fronckowiak
- Nicole Bahls
- Rafa Brites

### Melhor Cantor Jovem
- Arthur Aguiar
- Chay Suede
- Di Ferrero
- Gusttavo Lima
- Luan Santana
- Lucas Lucco

*MC Gui
- Mika (Micael Borges)
- Rodrigo Rios
- Sam Alves

### Melhor Cantora Jovem
- Anitta
- Danny Pink
- Gabi Luthai

*Lexa
- Lua Blanco
- Ludmilla
- Manu Gavassi
- Paula Fernandes
- Pitty
- Sophia Abrahão

### Melhor Banda Jovem
*Fly
- Jamz
- Malta
- NX Zero
- Oito7Nove4
- Onze:20
- P9
- Pollo
- Scalene
- Suricato